# Tokijska opowieść
Tokijska opowieść (jap. 東京物語 Tōkyō monogatari) – dramat filmowy z 1953 roku w reżyserii Yasujirō Ozu. Uznawany za najwybitniejsze dzieło reżysera. Dzięki Tokijskiej opowieści Ozu został w latach 50. XX wieku doceniony na Zachodzie jako równy Kurosawie i Mizoguchiemu.

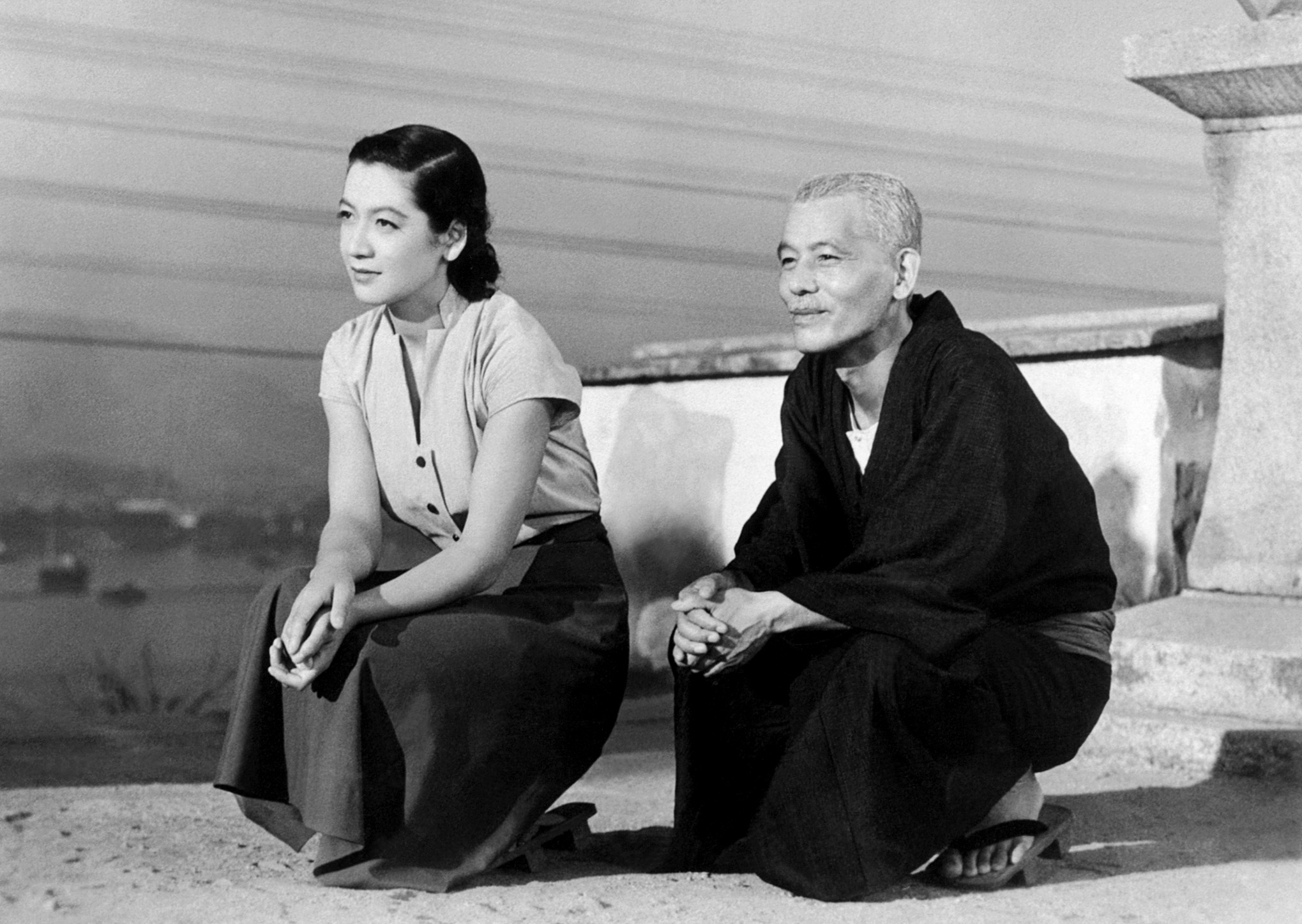
Noriko (Setsuko Hara) i jej teść (Chishū Ryū)

W plebiscycie krytyków filmowych, zorganizowanym w 2012 r. przez czasopismo Brytyjskiego Instytutu Filmowego „Sight & Sound”, Tokijska opowieść na 250 ocenianych filmów zajęła 3. miejsce.

## Fabuła
Dwoje starszych ludzi wyrusza do Tokio, aby spotkać się ze swoimi dorosłymi, od dawna nie widzianymi dziećmi oraz ze swoją synową, żoną ich zmarłego syna. Okazuje się jednak, że młodzi ludzie, zajęci swoimi sprawami, nie mają czasu dla rodziców. Wysyłają ich więc do uzdrowiska. Staruszkowie nie czują się tam jednak najlepiej. Wracają więc do Tokio.
Tam ojciec udaje się na libację alkoholową ze starymi znajomymi, matka natomiast spędza czas z synową Noriko, z którą bardzo się zbliża. Rodzice wyjeżdżają następnie z Tokio do Osaki, gdzie mieszka ich kolejne dziecko. W podróży jednak matka czuje się gorzej, choruje. Choroba ta doprowadza do jej śmierci.

## Obsada
- Chishū Ryū – Shukishi Hirayama
- Chieko Higashiyama – Tomi Hirayama
- Setsuko Hara – Noriko Hirayama
- Haruko Sugimura – Shige Kaneko
- Sō Yamamura – Kōichi Hirayama
- Kuniko Miyake – Fumiko Hirayama
- Kyōko Kagawa – Kyōko Hirayama

## Zdjęcia
Zdjęcia do filmu realizowane były w japońskich miastach: Tokio, Atami, Osaka i Onomichi.